# 雪山堇菜
雪山堇菜（学名：Viola tsugitakaensis）是堇菜科堇菜属的植物，为台灣特有植物。分布在台湾海拔3,600米至3,900米的地区，见于高山地带，目前尚未由人工引种栽培。